# Ramal de Dom Silvério
Der Ramal de Dom Silvério ist eine historische Bahnstrecke im Bundesstaat Minas Gerais in Brasilien.

## Geschichte
Der Ramal de Dom Silvério nannte sich vormals Ramal de Saúde und wurde 1887 in Betrieb genommen. Er verband den Ort 
Saúde (Dom Silvério) mit dem Ort Ponte Nova an der Linha de Três Rios-Caratinga. Die Bahnstrecke wurde am 30. Juni 1973 stillgelegt. 